# 슈리역
슈리역(일본어: 首里駅, しゅりえき)은 일본 오키나와현 나하시에 있는 오키나와 도시 모노레일의 철도역으로, 2019년 9월 30일까지 유이레일의 종점이었고 이후엔 데다코우라니시역까지 연장 되었다. 역 번호는 15이다.

### 승강장
| 1 | ■ 오키나와 도시 모노레일 선 | 데다코우라니시 방면 |
| 2 | ■ 오키나와 도시 모노레일 선 | 나하공항 방면       |

## 역 주변 건물이나 시설
- 슈리성
- 시키나엔(일본어판)
- 오키나와 현립 예술 대학(일본어판)

## 역 역사
- 2003년 8월 10일 - 유이레일 개통과 함께 개업.
- 2014년 10월 20일 - 스마트카드 'OKICA' 이용개시.[1]
- 2019년 10월 1일 - 당역 - 데다코우라니시 역 간 연장노선이 개통하여, 중간역이 됨.[2]

## 인접한 역들
| 오키나와 도시 모노레일 선 | 오키나와 도시 모노레일 선 | 오키나와 도시 모노레일 선    |
| ------------------------- | ------------------------- | ---------------------------- |
| 기보 나하공항 방면        |                           | 이시미네 데다코우라니시 방면 |